# Heiner Willenberg
Heiner Willenberg (* 29. Oktober 1942 in Glogau) ist ein deutscher Germanist.

## Leben
Nach dem Abitur 1962 in Frankfurt-Höchst studierte er Deutsch, Geschichte und Psychologie in Frankfurt am Main von 1962 bis 1969. Von 1969 bis 1974 war er Referendar und Studienrat. Nach der Promotion 1974 Die Darstellung des Bewußtseins in der deutschen Literatur war er an der PH Ludwigsburg von 1974 bis 1995 (Assistent, Dozent, Professor) tätig. Nach dem Habilitationsäquivalent 1978 Zur Psychologie literarischen Lesens war er von 1995 bis 2006 Professor für Didaktik der deutschen Sprache und Literatur an der Universität Hamburg.

## Schriften (Auswahl)
- Zur Psychologie literarischen Lesens. Wahrnehmung, Sprache und Gefühle. Paderborn 1978, ISBN 3-506-74065-2.
- mit Roland Haas: Theater lesen, sehen, spielen. Ein Unterrichtsmodell am Beispiel von Georg Büchners Woyzeck. Stuttgart 1988, ISBN 3-476-00626-3.
- Lesen und Lernen. Eine Einführung in die Neuropsychologie des Textverstehens. Heidelberg 1999, ISBN 3-8274-0205-0.
- Gelungene Gespräche. Beispiele für eine bewusstere Kommunikation. Baltmannsweiler 2019, ISBN 3-8340-1948-8.